# Melaminivora
Melaminivora es un género de bacterias gramnegativas de la familia Comamonadaceae. Fue descrito en el año 2014. Su etimología hace referencia a degradación de melamina. Tiene forma de bacilo y es móvil por flagelo polar. Catalasa y oxidasa positivas. Se ha aislado en aguas residuales y lodos. Actualmente contiene dos especies: Melaminivora alkalimesophila y Melaminivora jejuensis. 